# یوسب چوگوشویلی
یوسب چوگوشویلی (گرجی: იოსებ ივანეს ჩუგოშვილი؛ زادهٔ ۲۹ ژوئیهٔ ۱۹۸۶) کشتی‌گیر فرنگی گرجی‌تبار اهل بلاروس است.
وی در مسابقات کشوری و بین‌المللی در مجموع برندهٔ ۲ مدال برنز شده‌است.